# Epidromia antica
Epidromia antica är en fjärilsart som beskrevs av Walker 1865. Epidromia antica ingår i släktet Epidromia och familjen nattflyn. Inga underarter finns listade i Catalogue of Life.